# 下座倉大橋
下座倉大橋（しもざぐらおおはし）は、岐阜県瑞穂市と岐阜県揖斐郡大野町との間の、根尾川にかかる岐阜県道92号岐阜巣南大野線の橋である。
根尾川は、下座倉大橋の下流約1.5km付近で揖斐川に合流する。
大野町下座倉地区に西濃地区可燃物処理場が建設された際、ゴミ収集車のために建設された橋であるが、下座倉地区が可燃物処理場を受け入れる条件として昭和初期まで存在した下座倉橋の再建が提示されており、それに基づいて建設された。
西濃地区可燃物処理場には、屋内温水プール「ゆーみんぐ」が設置されている。

## 概要
- 供用開始：1972年（昭和47年）8月28日
- 延長：256.3m
- 幅員：6.0m
- 所在地：岐阜県瑞穂市唐栗 - 岐阜県揖斐郡大野町下座倉

## 沿革
江戸時代、中山道美江寺宿から分離する谷汲山方面の道があり、交通量は多かった。
- 1877年（明治10年）：下座倉橋が開通。長さ72mの木製の橋で有料であった。
- 1885年（明治18年）：構造上の欠陥と交通量の多さから、再建される。
- 1921年（大正10年）：洪水のため流出。橋脚が残っていたため、橋脚の間に板を渡して通行していた（板は渡さず、橋脚と橋脚の間を跳んで渡ったこともあった）。
- 1930年（昭和5年）：薮川（根尾川の旧称）の河川改修工事のため、橋脚が撤去される。下座倉橋の再建願いがたびたび出されるが、資金難で実現されなかった。
- 1952年（昭和27年）：下座倉橋の跡地に、県営薮川渡船が設置される。
- 1972年（昭和47年）：現在の下座倉大橋が開通する。

## 隣の橋
（下流） 鷺田橋 - 【揖斐川合流点】 - 下座倉橋 - 根尾川大橋 - 真大橋 - 薮川橋  - 大野橋 - 万代橋 - 谷汲山大橋 - 第一根尾川橋梁（樽見鉄道） （上流）